# Propomacrus
Propomacrus — род жуков из подсемейства Euchirinae пластинчатоусых жуков.

## Описание
Крупные, продолговатые жуки, с длиной тела до 46 мм. Длина передних ног самцов до 60 мм. Окраска кирпично-рыжая, тёмная, красновато-чёрно-бурая, часто с зеленоватым металлическим отливом. Голова маленькая, наличник спереди трапециевидно сужен и на переднем крае несколько закруглён.
Сверху переднеспинка равномерно пунктирована и посредине имеет слабое, продольное вдавление. Щиток небольшой, закруглённо-треугольный. Надкрылья продолговатые, с закруглёнными боками и сильными плечевыми буграми. Пигидий небольшой, плоский. Грудь в рыжих волосках.
Передние ноги у самца сильно удлинённые. Передние бёдра самца длинные, спереди посередине несут зубец, передние голени также сильно удлинены, изогнуты, снаружи несут более или менее многочисленные зубцы на внутреннем крае с двумя не особенно большими зубцами. Средние и задние голени снаружи с несколькими зубцами, из которых нижний наиболее сильный, их вершины с двумя нормальными шпорами. Лапки несколько длиннее голеней.

## Размножение
Личинки развиваются в дуплах и в древесной трухе.

## Виды и ареал
- - Propomacrus bimucronatus Pallas, 1781 (Европейская Турция (Стамбул), Кипр, западная и южная части Малой Азии, Сирия)[1].
  - Propomacrus cypriacus Alexis & Makris 2002 Эндемик Кипра[2].
  - Propomacrus davidi Deyrolle, 1874 Центральный Китай, провинция Цзянси[1].
  - Propomacrus muramotoae Fujioka, 2007